# Wasserturm Nardenheim

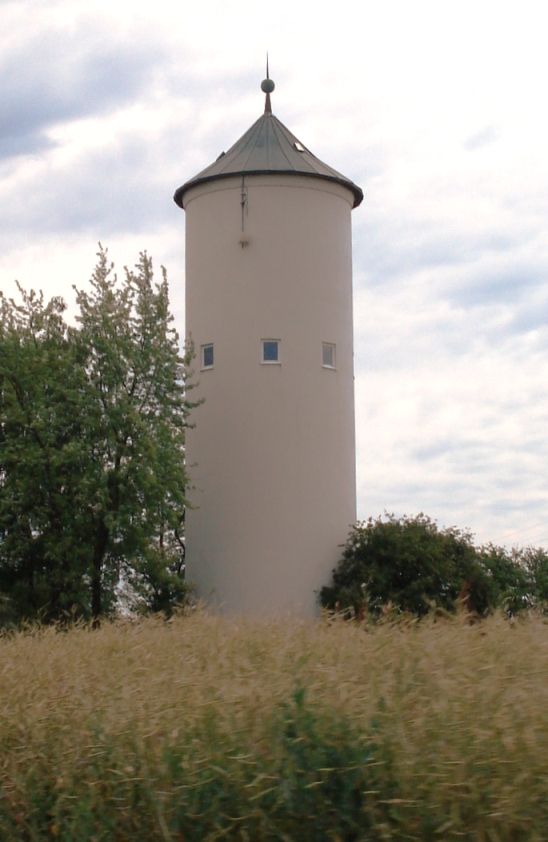
Der Wasserturm bei Nardenheim

Der Wasserturm Nardenheim ist ein Wasserturm bei Nardenheim in der Gemeinde Gschwend im Ostalbkreis ca. 50 m östlich der L 1153.
Der Turm wurde von 1956 bis 1963 aus Stahlbeton errichtet. Er ist rund, hat einen kegelförmigen Turmhelm und kann 150 Kubikmeter Wasser speichern.
Der wird vom Zweckverband Wasserversorgung Menzlesmühle betrieben. Er ist gut sichtbar und aufgrund seiner auffälligen Form eine Landmarke, insbesondere für den Ort Nardenheim.